# Tangentopoli-ügy
Tangentopoli vagy Mani pulite (Tiszta Kezek) egy kifejezés, amely Olaszországban az 1990-es évek elején ügyészségi nyomozások sorozatát jelentette. Ezek jellemzője volt, hogy elsősorban az olasz politikai, gazdasági és az államigazgatási élet meghatározó emberei ellen folytak. A nyomozások rávilágítottak egy alapvetően korrupt, hatalommal való visszaélésekkel teli politikai rendszerre.
A vizsgálatok olyan változásokat eredményeztek a belpolitikában, hogy sokan az 1946–1992 közti időszakot az Első Köztársaságnak, az 1992–1994 közöttit az átmenetnek, 1994-től pedig a Második Köztársaság időszakának nevezik.

## A kezdete
1992. február 17-én rajtakapták Mario Chiesát, az Olasz Szocialista Párt (PSI) milánói képviselőjét, amint éppen kenőpénzt fogadott el Luca Magni monzai vállalkozótól, aki azonban nem akart fizetni, ezért a rendvédelmi erők segítségét kérte. Magni a Csendőrség és Antonio Di Pietro államügyész beleegyezésével aznap 17.30-kor belépett Mario Chiesa irodájába hétmillió lírával. Luca Magni cége a közbeszerzéseken 140 millió lírát szerzett, amiből Chiesa 10%-os részesedést, 14 millió lírát követelt. Magni mindezt felvette rejtett kamerával, s a hangot is rögzítette. Amikor Chiesa az íróasztala fiókjába rejtette a kenőpénzt, megemlítette, hogy hajlandó Magnitól részletekben elfogadni az elmaradt többi pénzt. A tettenéréskor Chiesát Antonio Di Pietro államügyész vezetésével a hatóságok letartóztatták.
Az esemény hatalmas felbolydulást keltett az újságok címlapjain, a híradók a főbb hírekben hozták le az eseményt. Az Olasz Szocialista Párt főtitkára Bettino Craxi éppen az az évi májusi parlamenti választási kampánnyal foglalkozott. A TG3 híradó műsorvezetőjének, Daniela Vergarának Craxi megjegyezte, hogy Mario Chiesa egy „kisstílű tolvaj”, akinek tette nem jellemzi a pártot:
„Ennek az ügynek, sajnos pont az egy áldozata vagyok a sok közül. Azért cselekszem, hogy jobb feltételeket teremtsek, mert Olaszországnak olyan kormánya van, amely nehéz évekkel nézett szembe, és előre kell lépnünk. Úgy vélem, hogy ez a csirkefogó besározza egy olyan pártnak a hírnevét, amelynek Milánóban, az elmúlt nem öt, hanem ötven évben sem a városi közgyűlésben, sem az önkormányzati vállalatok vezetőségében nem volt egyetlen olyan képviselője sem, akit súlyos bűncselekmény miatt elítéltek volna.”

## A korrupcióellenes vizsgálatok kiterjesztése és az 1992-es választások
Mario Chiesa a milánói San Vittorio-börtönbe került. Eleinte nem tett vallomást. A Di Pietro ügyész által vezetett nyomozás során felfedeztek két svájci bankszámlát: Levissima (olasz ásványvíz márka) és Fiuggi (Lazio tartományi település) tulajdonában. Ezt követően telefonon hívta Chiesa védőügyvédjét, Nerio Diodát, akinek azt mondta, értesítse ügyfelét, hogy az ásványvíznek befellegzett!).
A bizonyítékok fényében Chiesa az állította, hogy a kenőpénzek rendszere meglehetősen kiterjedt volt, még maga Craxi miniszterelnök is tudott róla. Vallomása szerint a kenőpénzek egy fajta „illetékként” szolgáltak a nagy jelentőségű közbeszerzésekkel kapcsolatos szerződéskötésekkor. Ebből a rendszerből az összes párt politikusai hasznot húztak, politikai oldaltól függetlenül, ez különösképpen az Olasz Kereszténydemokrata Párt és az Olasz Szocialista Párt által létrejött kormányok esetén volt jellemző.
Az eset a közelgő választások miatt meglehetősen kényes volt a pártok számára. Az egész választási kampányt végig követte Di Pietro nyomozása. Közben az Északi Liga a nagy közfelháborodás vizét a saját malmára hajtotta, hogy szavazatokat szerezzen. A Roma ladrona! (Tolvaj Róma!) szlogennel kampányolt.
Mások, mint a kereszténydemokraták alábecsülték a Mani pulite nevű korrupcióellenes vizsgálóbizottság tevékenységét. Bettino Craxi „politikailag tökéletesen megtervezettnek” nevezte a bizottság tevékenységét.

### Az 1992-es választások és sajtóvisszhangja
Az 1992. április 5–6-án megtartott parlamenti választások olyan fordulatot hoztak a belpolitikában, amelyre a második világháború óta nem volt példa: a kereszténydemokraták történelmük legrosszabb eredményét szerezték meg; nem érték el a 30%-ot sem.
A PDS és a PRC (Kommunista Újjászerveződés Pártja) – az Olasz Kommunista Párt utódjai – 5%-ot vesztettek. A választásokon nagy sikert az Északi Liga ért el, amely két választókerületet is megnyert Lombardia tartományban. Az addig az országot kormányzó négypárti koalíció a Quadripartito elvesztette alsóházi többségét. A PRI (köztársaságpártiak), a PLI (liberálisok), a PSDI (szociáldemokraták) megtartották pozíciójukat. A Rete mozgalom színeiben bejutott az alsóházba az egykori kereszténydemokrata Leoluca Orlando, aki Palermo képviselője lett.
Április 6-án a Rai 1 TG1 híradó éjszakai kiadásának lapszemléjében a különböző irányzatú lapok és pártlapok eltérően ítélték meg a választást, az alábbi címek alatt:
- Unità! (Egység! – baloldali napilap): È finito il regime democristiano (Véget ért a kereszténydemokrata rezsim!)
- Avanti! (Előre! – a szocialisták pártlapja): Un terremoto politico (Politikai földrengés!)
- Corriere della Sera (semleges) : L’Italia protesta, elezioni terremoto – (Olaszország tiltakozik, földrengés a választásokon)
- La Stampa (semleges): Elezioni, un terremoto. Batutto il Quadripartito, trionfa la Lega, crollano dc e pds (Politikai földrengés a választásokon. A négypárti koalíció vereséget szenvedett, diadalmaskodott a Liga, összeomlottak a kereszténydemokraták és a szocialisták)
- la Repubblica (baloldali lap): È crollato il muro DC. Il voto di protesta ha punito anche Craxi (Összeomlott a Kereszténydemokrata Párt, a proteszt szavazatok még Craxit is legyőzték)
- Il Giornale (jobboldali): La maggioranza a rischio (Kockázatos a parlamenti többség)
- Il Messaggiero (semleges): L’Italia senza maggioranza (Olaszország többség nélkül maradt)
- La Nazione (jobbközép): Italia ingovernabile (Olaszország kormányozhatatlan)
- Il Tempo (balközép): L’Italia politica é in pezzi. Impossibile a Senato ricostruire il Governo (Olaszország darabokra szakadt. A szenátusban lehetetlen kormányt alakítani)
- La Sicilia (jobboldali): Botte per tutti, e ora? (Egy mindenkiért, és most?)[4]

1992. május: Merénylet következtében meghalt Giovanni Falcone a Cosa Nostra ügyeit vizsgáló bíró és felesége, valamint kísérete Palermo mellett.
1992. szeptember 2-án öngyilkosságot követett el Sergio Moroni, Brescia szocialista képviselője. Hátrahagyott levelében beismerte vétkességét. Azt állította benne, hogy a korrupt képviselők nem a saját, hanem elsősorban pártjuk hasznát szolgálták a kenőpénzek elfogadásával. A helyzetért a pártfinanszírozási rendszert vádolta.
Bettino Craxi kikelt a sajtó és az ügyészség ellen és szerinte csak hergelni akarták a közvéleményt. Moroni előtt két nyomozó is öngyilkos lett: Renato Amorese, Lodi szocialista pártvezetője és Mario Majocchi az ANCE nevű szakszervezet alelnöke, aki az A7-es autópálya Milánó-Serravalle csomópontjánál lőtte főbe magát.
A bresciai ügyészség nyomozást folytatott egy csendőrtiszt ellen, aki állítólag azért utazta körbe Olaszországot, hogy Di Pietro a Mani pulite nyomozóbizottságot vezető ügyész ellen kompromittáló anyagokat gyűjtsön. Két barátját megbízta, hogy pénzért az ügyészről elterjesszék azt a hazugságot, hogy drogot fogyaszt.

### A közvélemény alakulása
A közvélemény a kezdetei nehézségek ellenére az ügyészség pártján állt. Rövidesen olyan mozgalmak jöttek létre, melyek a korrupciós vizsgálatok folytatását követelték. Fáklyás felvonulásokat rendeztek szolidaritást vállalva az ügyészség munkájával a transzparensekre ezeket írták: Di Pietro nem hátrál meg!, Di Pietro légy kemény!, Tolvaj Róma, Di Pietro nem bocsát meg!, Colombo, Di Pietro ne fordítsatok hátat!. Egy korabeli felmérés szerint Di Pietro 80%-os népszerűséget ért el.

## 1993: Ellenállási kísérletek

### Nyomozati vizsgálatok
A korrupcióellenes nyomozások az egész országra kiterjedtek, s kiderült, hogy a korrupció széles körben elterjedt, és ez alól egyik politikai párt sem volt ez alól kivétel. A vállalkozói és a politikai élet legfelsőbb rétegeit is érintette a nyomozás. Néhányan beismerő vallomást tettek. Bettino Craxi is, aki emiatt 1993 februárjában lemondott a PSI főtitkári posztjáról. Őt követte a kereszténydemokraták pénztárnoka Severino Citaristi. Február 26-án beismerő vallomást tett Giorgio La Malfa a PRI titkára. Március 15-én Renato Altissimo a liberálisok és március 29-én Carlo Vizzini szociáldemokrata képviselő is a tanúk padján állt.
A közfelháborodás miatti sorozatos tüntetések miatt lemondott Amato kormánya. Őt követte Carlo Azeglio Ciampi kormánya.
A június 6-i helyhatósági választások után felbomlott az ötpárti koalíció. A kereszténydemokraták elvesztették a szavazatok felét, a PSI (szocialisták) gyakorlatilag megszűnt. Milánóban egy jelöltet sem tudtak küldeni az önkormányzati testületbe. Az Északi Liga vált Észak-Olaszország legmeghatározóbb politikai erővé, Milánóban a párt polgármesterjelöltje, Marco Formentini győzött.
Néhány bűnbánó vallomás szerint a maffia merényletet tervezett Di Pietro ügyész ellen, hogy egy politikusuk visszakerüljön a hatalomba.

### Craxi vallomása
1993. április 29-én az Alsóház megtagadta Craxi mentelmi jogának felfüggesztését. Craxi aznap később egy beszélgetés során beismerte, hogy elfogadott illegális kifizetéseket, de továbbra is amellett érvelt, hogy a mindegyik párt részesült a fekete pénzekből, és álszent támadásnak minősítette az esetet, azok részéről, akik a parlamentben védelmezik a hivatalokat és az ügyészséget, a valóságban azonban hasznot húznak a kenőpénzekből. Miközben Giorgio Napolitano, az Alsóház elnöke felolvasta a Craxi mentelmi jogának felfüggesztését elutasító szavazás eredményét, az Északi Liga és az MSI képviselői bekiabálásaikban tolvajoknak és csalóknak nevezték a többi párt képviselőit.
Az elmaradt felfüggesztés a koalíción belül nagy felháborodást keltett. Occhetto visszahívta három PDS-es (Baloldali Demokratikus Párt-béli) miniszterét, Francesco Rutteli tiltakozásul lemondott mandátumáról.
Még aznap Rómában tüntetést szerveztek a baloldali pártok (PDS, Zöldek, Reformkommunisták) a Piazza Navonán, miközben az MSI (Olasz Szociális Mozgalom) az Alsóház előtti Piazza di Monte Citorión is az Alsóház feloszlatását követelték.
A milánói ügyészség az eset miatt új vizsgálatot rendelt el, emiatt az Olasz Alkotmánybírósághoz fordult, mert úgy vélte, hogy az Alsóház ezzel a tettével saját hatalmát védi.
Augusztus 4-én az Alsóház jóváhagyásával vizsgálat indult Craxi korrupciós ügye miatt.

### Öngyilkosságok
1993. július 17-én a Communicazione e Liberazione mozgalom hetilapja, az Il Sabato megjelentetett egy dossziét az akkori állam politikusainak korrupciójáról. Ebben többek között Di Pietrót azzal vádolták, hogy kenőpénzt fogadott el egyes vállalkozóktól, hogy ne folytasson ellenük nyomozást. A cikkben feltárták Di Pietro állítólagos ingatlanbirodalmát, amelyre nemrég tett szert. A cikk névtelenül jelent meg.
Július 20-án öngyilkosságot követett el Gabriele Cagliari, az Eni volt elnöke, aki 4 hónapnyi előzetes letartóztatásban volt. Búcsúlevelében megvádolta a milánói ügyészséget, hogy csak azért ítéltette börtönbüntetésre, hogy vallomást tegyen. Három nappal később főbe lőtte magát Raul Gardini, a Ferruzi-Montedison csoport elnöke, miután ügyvédjétől megtudta, hogy a Mani pulite vizsgálatot rendelt el az Enimont kenőpénzeiről. Egy vizsgálat később azt valószínűsítette, hogy a Cosa Nostra végezhetett vele.

### Az ENIMONT-botrány
1993-ban újabb korrupciós ügy került napvilágra. Sergio Cusanit, az Enimont egyik vezetőjét bűnszervezetben való részvétellel vádolták. Az Enimont az olasz olajipari vállalat Eni és a vegyipari Montedison fúziójából jött lére. A vád szerint Sergio Cusani játszotta a kapcsolattartó szerepét Raul Giardini Enimont-elnök és a politikai élet között.
Raul Giardini több mint 150 milliárd líra kenőpénzt fizetett ki a pártoknak. Ennek a pénznek kétharmada a vatikáni Vallási Művek Intézetének bankszámlájára került, a többi pénzt államkötvényekbe fektették be.
Cusani nem volt vezető személyiség, de számos vezető politikus érintett volt az ügyben, akiket vádlottként tanúvallomásra idéztek be az ügyészségre. A kereszténydemokrata párti volt miniszterelnököt, Arnaldo Forlanit is beidézték. A kérdésre, hogy elfogadott-e kenőpénzt ezt válaszolta: „Nem emlékszem”.
Bettino Craxi ezzel szemben beismerte, hogy a pártja részesült az illegális pénzekből, azt viszont tagadta, hogy a párt 93 millió dollárt kapott volna kenőpénzként. Azzal mentegetőzött, hogy „mindenki ezt csinálta”. Kihallgatását ekkor nem Di Pietro vezette.
Az ügybe még az Északi Liga és a feloszlott Olasz Kommunista Párt is belekeveredett. Bűnrészességgel vádolták őket. Az Enimont-botrány kapcsán Umberto Bossit, az Északi Liga pártelnökét és Alessandro Patellit, a párt egykori pénztárnokát 200 millió líra kenőpénz elfogadásával vádolták meg. Az eljárás során kiderült egy eset, amikor a kommunisták római székházában egy pénzzel teli bőröndöt találnak, de a nyomozás nem jutott eredményre, nem találtak korrupcióra utaló bizonyítékot.
Az ügyben Di Pietro ügyész a következőt mondta: „A büntetőjogi felelősség személyhez köthető. Mégsem vihetek egy olyan személyt a bíróságra, akinek a vezetékneve Kommunista, keresztneve Párt”.
Di Pietro sok bírálatot kapott, mert nem nevezte meg a kommunisták közül a korrupcióban érintett személyeket.

## 1994: Harc Berlusconi és Di Pietro között
1993. szeptember 2-án letartóztatták Diego Curtó milánói bírót.
1994. március 13-án a Berlusconihoz kötődő, Vittorio Feltri tulajdonában álló Il Giornale napilap cikke szerint Curtó és Salvatore Ligresti vállalkozó egy építkezési szövetkezetet hozott létre, melyben a milánói Tiszta Kezek mozgalom ügyészei voltak a tagok, köztük Di Pietro ügyész is. Feltrit később rágalmazással vádolják meg, mivel ez a szövetkezet sosem létezett.
Március 15-én a Falange Armata ismét megfenyegette Di Pietrót, hogy bombát fognak helyezni az autója alá.
Április 15-én felfüggesztették Bettino Craxi mentelmi jogát. Május 12-én bevonták az útlevelét is, a hatóság előli szökés megelőzésére, de későn, mert Craxi május 18-án már Hammametben, Tunéziában volt, 1995. július 21-én hivatalosan is önkéntes száműzetésbe vonult.
Április 26-án Gianluigi Miglioli ezredes tájékoztatta Pietro Di Giovannit, a Pénzügyőrség dandártábornokát, hogy Francesco Nannocchio járőrparancsnok 2,5 millió lírát kapott borítékban az Edilnord vállalattól. Ezt követően az ügyészség a Pénzügyőrség 80 tagját és 300 iparmágnást vádolt korrupcióval. Júniusban kiderült, hogy a korrupcióban a Silvio Berlusconi miniszterelnök vezette Fininvest és a FIAT egyik vezetője is érintett volt.
Amikor Berlusconi kormányt alakított, Antonio Di Pietrót kérte fel a belügyminiszteri tisztségre. Igazságügy-miniszternek a Tiszta Kezek bizottságának másik ügyészét, Piercamillo Davigót kérte fel, de mindketten visszautasították a felkérést.
Július 13-án a kormány életbe léptette a Biondi-rendeletet, amelyet Alfredo Biondi igazságügy-miniszterről kapta nevét. A rendelet a korrupciós bűncselekmények esetén csak házi őrizetet rendelt el, amit viszont kizárt terrorizmus, bűnszervezetben való részvétel, emberrablás esetén.

### Az antikorrupciós ügyészi bizottság elleni feljelentés
1994 szeptemberében Giuliano Ferrara a parlamenti kapcsolatokért felelős miniszter feljelentette a „pool”-nak nevezett antikorrupciós ügyészi bizottságot az alkotmány megsértésének vádjával.
Szeptember 29-én Sergio Cusani, az ENIMONT-botrány egyik főszereplője feljelentést tett a pool bizottság ellen rágalmazás és hivatali mulasztás miatt.
Di Pietro a pool bizottság vezető ügyésze folytatta a nyomozást Silvio Berlusconi ellen: október 3-án letartóztatták Giulio Tradatit, a Fininvest egyik vezetőjét, Paolo Berlusconit, a miniszterelnök fivérét pedig vizsgálati fogságban tartotta az ügyészség. Craxi korrupciós múltjából újabb titokra derült fény: az Olasz Szocialista Párt egykori főtitkára 10 milliárd líra összegű kenőpénzt fogadott el Berlusconitól az All Iberian nevű off-shore cégen keresztül.
1994. október 14.: Alfredo Biondi, igazságügyi miniszter részt vett az első pool bizottság elleni nyomozásban, amelynek során megállapították, hogy az egész bizottság korrumpálódott.

## Statisztikák
A Mani pulite nyomozása két évig tartott, amit öt ügyész vezetett, több mint 1300 ítéletet hoztak és vádalkut kötöttek.
A 2002-ben megjelent Mani pulite. La vera storia (Tiszta Kezek. Az igaz történet) című könyv írói szerint 250 vádlottat azért mentett fel az ügyészség, mert ugyan beismerték, hogy elfogadtak kenőpénzt, a vád azonban nem talált bűncselekményre utaló jeleket. Ilyen volt a Cariplo, a Lombardia tartomány takarékszövetkezete is. A szerzők állítása szerint 150 másik vádlottat azért mentettek fel a vádak alól, mert az Olajfa párt nekik kedvező igazságügyi reformokat hozott. Az Olasz Büntetőtörvénykönyv 513-as cikkelyében „tisztességes büntető eljárás” címen jelent meg az új törvénycikk. Az új törvény miatt az ő esetükben törvénysértő volt az eljárás, emiatt lezárták a nyomozást.

### A kenőpénzek ára
Mario Deaglio közgazdász 1992-ben gazdasági visszaeséssel számolt az állami kenőpénzek körforgása miatt, és így az állampolgárok jövedelme is csökkent. Ebbe beletartozott a közbeszerzések árának emelkedése, a kisebb csalások finanszírozása és hogy a közfoglalkoztatásban befektetések voltak azért, hogy újabb kenőpénzeket tudjanak fizetni.
Deaglio becslése szerint a kenőpénz forgalom a következőképp alakult:
- Évi 10 ezer milliárd olasz lírába került az összes olasz állampolgárnak.
- 150 és 200 ezer milliárd olasz líra közötti államadósság volt.
- Az adósságállomány éves kamata 15 és 25 ezer milliárd líra közötti összeg volt.[6]

Az Il Mondo hetilap egyik tanulmánya szerint 1992-ben a milánói M3-as metróvonal építése 192 milliárd lírába került kilométerenként, ezzel szemben Hamburgban 100 milliárd és Zürichben 50 milliárdba. A Giuseppe Meazza Stadion bővítésének kétéves munkája 180 milliárd, míg a Barcelonai Olimpia Stadion 18 hónapos építése 45 milliárd lírába került.
Az 1992-es év volt gyakorlatilag az olasz államháztartás mélypontja: Olaszország messze nem teljesítette a maastrichti kritériumokat: az infláció mértéke 6,9%-os (szemben az előírt maximum 3%-kal), az államháztartás hiánya 11%-os volt (szemben az előírt 3%-kal), A GDP-arányos államháztartási hiány 118%-os mértékű volt (az előírás szerint 60% alatt kellett volna lennie).
1992. augusztus 13-án a nemzetközi hitelminősítő intézet Moody's leminősítette Olaszország besorolását Aa2-es szintre, a befektetések bizonytalansága miatt. Szeptember 16-án leértékelték a líra valutakosárhoz rögzített árfolyamát. Az Amato-kormány, hogy elkerülje az államcsődöt, kénytelen volt egy szigorú pénzügyi mentőcsomagot bevezetni és olyan nagy állami vállalatok privatizálását véghezvinni, mint az ENI, ENEL, INA és IRI.
A gazdasági mutatók 1996-ra az első Prodi-kormány idejére már javultak, viszont még nem feleltek meg a maastrichti kritériumok számainak: az infláció mértéke 4,7%-os volt, az államháztartás hiánya 6,6%-os és a GDP-arányos államháztartási hiány 123%-os volt.

## Fordítás
- Ez a szócikk részben vagy egészben  a   Mani pulite című olasz Wikipédia-szócikk ezen változatának fordításán alapul.  Az eredeti cikk szerkesztőit annak laptörténete sorolja fel. Ez a jelzés csupán a megfogalmazás eredetét és a szerzői jogokat jelzi, nem szolgál a cikkben szereplő információk forrásmegjelöléseként.